# (2619) Skalnaté Pleso
(2619) Skalnaté Pleso (1979 MZ3; 1975 TN5; 1975 VP7) ist ein Asteroid des äußeren Hauptgürtels, der am 25. Juni 1979 von den US-amerikanischen Astronomen Schelte John Bus und Eleanor Helin am Siding-Spring-Observatorium in der Nähe von Coonabarabran, New South Wales in Australien (IAU-Code 260) entdeckt wurde.

## Benennung
(2619) Skalnaté Pleso wurde nach dem Observatorium Skalnaté Pleso (IAU-Code 056) benannt, das in der Slowakei (nach der der Asteroid (1807) Slovakia benannt wurde) in der Hohen Tatra liegt.